# Råån
Le Råån est un cours d'eau suédois, qui a son embouchure dans la mer Baltique à Helsingborg.